# Жижченко, Борис Прокофьевич
Борис Прокофьевич Жижченко (19 января [1 февраля] 1907, Тифлис — 1983, СССР) — советский учёный-геолог, стратиграф и палеонтолог. Доктор геолого-минералогических наук, профессор.

## Биография
Родился 19 января (1 февраля) 1907 года в городе Тифлисе, Российская империя
В 1926—1932 годах учился в Грозненском нефтяном институте, перевестись на обучение в Москву помешал ректор Московского нефтяного института И. М. Губкин.
Начал работать в Тресте Грознефть и Геологическом музее Грознефти (1928—1930).
В 1936—1950 годах учился в аспирантуре и работал в Геологическом институте АН СССР (ГИН и ИГН АН СССР).
В 1937 году защитил докторскую диссертацию (минуя кандидатскую) по теме «Нижний и средний миоцен юга СССР».
В августе 1941 года был эвакуирован в Управление геологоразведки Северного Кавказа в город Ессентуки. Находился оккупированной зоне (август 1942 — январь 1943).
В 1950 году перешёл на работу во Всесоюзный научно-исследовательский институт природных газов (ВНИИГаз), где возглавлял палеонтологический отдел.
Занимался палеонтологией, стратиграфией и палеогеографией Кавказа и Крыма, а также геохимией природных газов.
Скончался[где?] в 1983 году[уточнить]

## Семья
Жена — Алла Михайловна (в девичестве Мартиновская), преподаватель английского языка, дочь инженера-строителя путей сообщения.
- Сын — Жижченко, Алексей Борисович (1934—2019), математик, специалист по информационным системам, академик РАН[5].